# Старостін Костянтин Федорович
Костянтин Федорович Старостін (2 липня 1899, місто Сормово, тепер у складі міста Нижнього Новгорода, Російська Федерація — розстріляний 28 липня 1938, полігон «Комунарка» біля Москви, Російська Федерація) — радянський комсомольський та партійний діяч, секретар ЦК ЛКСМ України, 1-й секретар Пензенського міського комітету ВКП(б).

## Біографія
Народився в родині робітника-ливарника Сормовського заводу. З 1910 до 1917 року навчався в Другій Нижньогородській гімназії. З 1915 року підробляв репетиторством, працював конторник на млині.
Член РСДРП (інтернаціоналістів-меншовиків) (група «Нове життя») з березня до серпня 1917 року.
З квітня 1917 року — член Соціалістичної Спілки робітничої молоді в Сормові, учасник молодіжного комуністичного руху в Нижньому Новгороді.
У квітні 1917 — червні 1918 року — секретар Спілки робітників-вантажників у Нижньому Новгороді.
У березні 1918 року на 1-й Нижньогородській губернській конференції Спілок робітничої та селянської молоді обраний головою Нижньогородського губернського комітету Спілки комуністичної молоді «Третій Інтернаціонал».
Член РКП(б) з липня 1918 року.
У липні 1918 — квітні 1919 року — секретар лікарняної каси в Нижньому Новгороді.
У квітні — жовтні 1919 року — завідувач економіко-правового відділу ЦК комсомолу (РКСМ) у Москві.
У жовтні 1919 — січні 1920 року — голова Нижньогородського губернського комітету РКСМ.
У лютому 1920 — березні 1921 року — секретар та член Бюро ЦК КСМ України.
У квітні — серпні 1921 року — секретар Закавказького крайового комітету комсомолу в Тифлісі.
У вересні 1921 — квітні 1923 року навчався на курсах марксизму-ленінізму при ЦК РКП(б) у Москві.
У травні 1923 — червні 1924 року — завідувач організаційного відділу Томського повітового комітету РКП(б); секретар Міського, потім секретар Робітничого районних комітетів РКП(б) міста Томська.
У червні 1924 — березні 1925 року — завідувач організаційно-розподільного відділу Щегловського повітового комітету РКП(б) Сибірського краю.
У березні — червні 1925 року — завідувач організаційного відділу Кузнецького окружного комітету РКП(б) Сибірського краю.
У червні 1925 року — секретар Тайгинського районного комітету РКП(б) Томського округу; відповідальний інструктор Сибірського крайового комітету РКП(б) у Новосибірську.
У червні — грудні 1925 року — відповідальний інструктор ЦК КП(б)У в Харкові.
У лютому — жовтні 1926 року — завідувач агітаційно-пропагандистського відділу Катеринославського (Дніпропетровського) окружного комітету КП(б)У.
У грудні 1926 — вересні 1928 року — секретар партійного осередку, секретар партійного комітету КП(б)У Луганського паровозобудівного заводу імені Жовтневої революції. У 1927—1928 роках — член бюро Луганського окружного комітету КП(б)У.
У жовтні 1928 — вересні 1929 року — помічник завідувача організаційно-розподільного відділу Московського комітету ВКП(б).
З вересня 1929 до лютого 1930 року — студент історико-партійного відділення Інституту червоної професури в Москві. У лютому 1930 року переведений на економічне відділення Інституту червоної професури, де навчався до жовтня 1930 року та закінчив перший курс. Під час навчання працював агітатором-пропагандистом на Московському аводі імені Войкова, співпрацював у журналі «Супутник агітатора».
У грудні 1930 — листопаді 1931 року — завідувач організаційно-інструкторського відділу Октябрського районного комітету ВКП(б) міста Москви.
У листопаді 1931 — березні 1935 року — 1-й секретар Сокольницького районного комітету ВКП(б) міста Москви. Одночасно, в березні 1934 — березні 1935 року — партійний організатор Московського обласного та Московського міського комітетів ВКП(б) на будівництві Московського метрополітену.
7 березня — вересень 1935 року — 3-й секретар Московського обласного комітету ВКП(б).
1 вересня 1935 — 27 квітня 1936 року — заступник народного комісара водного транспорту СРСР з політичної частини, начальник політичного управління Народного комісаріату водного транспорту СРСР. Одночасно, з січня до квітня 1936 року — заступник голови Ради при Народному комісаріаті водного транспорту СРСР.
У травні — листопаді 1936 року — начальник політичного відділу Верхньоволзького управління державного річкового пароплавства в місті Горькому.
20 листопада 1936 — вересень 1937 року — 1-й секретар Пензенського міського комітету ВКП(б) Куйбишевського краю.
28 грудня 1937 року заарештований органами НКВС. 28 липня 1938 року засуджений до розстрілу, того ж дня страчений, похований на полігоні «Комунарка» біля Москви.
Посмертно реабілітований 21 квітня 1956 року.

## Нагороди
- орден Леніна (13.05.1935)